# Uno al año no hace daño
Uno al año no hace daño es una película de comedia colombiana de 2014 dirigida por Juan Camilo Pinzón y protagonizada por Manuel Sarmiento, Helga Díaz, Walter Luengas, Aída Morales y Katherine Porto.

## Sinopsis
Marcos y un amigo deciden realizar un documental sobre los efectos del alcohol en las celebraciones tradicionales en el barrio Las Delicias de la ciudad de Bogotá. Para ello se hace con la ayuda de Álvaro, uno de los líderes del barrio, quien lo ayuda a grabar los momentos más importantes de su familia, así como algunas celebraciones como las fiestas de cumpleaños, graduación, bautismo y primera comunión.

## Reparto
- Manuel Sarmiento
- Helga Díaz
- Walter Luengas
- Aída Morales
- Biassini Segura
- Katherine Porto
- Jacques Toukhmanian
- Waldo Urrego